# 馮光中

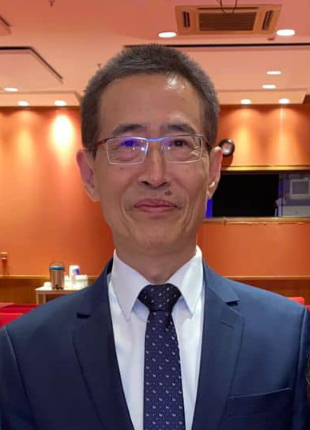
2022年攝於巴西聖保羅。

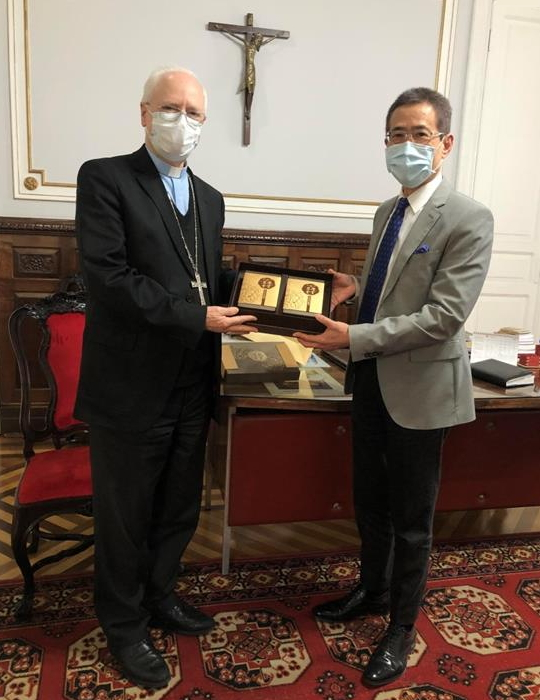
2021年8月，駐聖保羅辦事處長馮光中（右）會晤天主教圣保罗总教区樞機主教舍雷爾。

馮光中，中華民國外交官，已婚，畢業於淡江大學。曾任外交部專門委員、副參事、駐聖保羅臺北經濟文化辦事處總領事銜處長等職務。

## 職業生涯
2023年1月，駐聖保羅辦事處長馮光中應邀出席聖保羅州長福瑞塔斯、副州長拉穆契就職典禮，是辦事處於1992年設立以來，首次獲聖保羅州政府邀請出席。

## 爭議

### 辦事處職員輕生事件
2023年3月10日，駐聖保羅辦事處組長王之化在住處墜樓身亡，遺孀俞惠敏投書媒體向外交部長吳釗燮陳情。4月11日，其家屬在臺北市議員應曉薇陪同下召開記者會，並公布王之化生前錄製的錄音、信件等資料。表示因不願草率核銷鉅額的官邸修繕費近40萬美元，遭辦事處長馮光中挾怨報復、霸凌，且意圖聯合陳姓秘書，設計栽贓贪污公款。事件傳出後，馮光中表示王之化有憂鬱症，且有就醫紀錄，但家屬出示其3年來的就醫紀錄，強調從未看過身心科，生前錄音更「沒拿公家一毛錢」。4月14日，應曉薇與前臺北市議員羅智強再度召開記者會，公布2段馮光中與廠商的對話錄音檔逐字稿。應曉薇指在錄音檔裡，馮光中講的一些字眼已涉及貪污罪，直指王之化從頭到尾都在這起事件中，且當地人員都知道馮光中在做什麼，但沒人願意成為共犯，只好錄音自保。
2023年4月18日，家屬在議員陪同下前往臺灣臺北地方檢察署按鈴告發處長馮光中加重诽谤罪。中華民國外交部對於此案回應，官邸修繕於2022年6月結案，王之化是2022年7月到任，生前未經手官邸修繕，日前已派政風處人員前往巴西調查，外交部的立場是勿枉勿縱。5月9日，外交部表示，由於王之化家屬已正式向法院提告，案件進入司法調查程序，基於調查不公開原則，外交部行政調查報告將提供檢調單位參考，不對外公開。10月23日，臺灣臺北地方檢察署傳喚馮光中到案說明，檢察官訊後認為其涉犯《貪污治罪條例》，以10萬新臺幣交保候傳。
| 外交職務      | 外交職務                                  | 外交職務      |
| ------------- | ----------------------------------------- | ------------- |
| 前任： 張崇哲 | 中華民國駐聖保羅處長 2020年7月－2025年3月 | 繼任： 朱怡靜 |